# معذب (اختلال ضال)
«معذب» (بالإنجليزية: Grilled)‏ هي الحلقة الثانية للموسم الثاني من مسلسل إيه إم سي التلفزيوني الدرامي اختلال ضال. كتبها جورج ماستراس وأخرجها تشارلز هايد، بُثَّت على إيه إم سي في 15 مارس 2009. تمثل هذه الحلقة أول ظهور لمارك مارغوليس بدور هيكتور سالامانكا، والظهور الأخير لرايموند كروز بدور توكو سالامانكا في اختلال ضال.

## وصلات خارجية
- «معذب» على إيه إم سي (بالإنجليزية)
- «معذب» على قاعدة بيانات الأفلام على الإنترنت (بالإنجليزية)